# 小行星2012
小行星2012（2012 Guo Shou-Jing）是太阳系的小行星之一。其公转轨道位于火星和木星之间。
該小行星于1964年10月9日被南京紫金山天文台发现，后以中国元代的天文学家、数学家郭守敬命名。